# Fahrstuhleffekt

Animation der Aufwärtsbewegung eines Fahrstuhls

Fahrstuhleffekt ist ein vom deutschen Soziologen Ulrich Beck geprägter Begriff.
Mit diesem Begriff bezeichnete Beck in seinem 1986 erschienenen Buch Risikogesellschaft jenen Einfluss, den die „Wohlstandsexplosion“, der Wandel des Arbeitsmarktes (Expansion des Dienstleistungssektors, Flexibilisierung der Arbeit), seit dem Ende des Zweiten Weltkriegs auf die Gesellschaft Westdeutschlands habe. Beck geht dabei davon aus, dass sich die Einkommensunterschiede zwischen Gut- und Schlechtverdienenden nicht wesentlich verändert haben, die Erhöhung des materiellen Wohlstands, der Zugewinn an Freizeit und die verbesserten Bildungschancen jedoch allen Bevölkerungsgruppen zuteilwurden, so dass sich nun das gesamte gesellschaftliche Gefüge einige Etagen höher befindet. „Es gibt“, wie Beck schreibt, „– bei allen sich neu einpendelnden oder durchgehaltenen Ungleichheiten ein kollektives Mehr an Einkommen, Bildung, Mobilität, Recht, Wissenschaft, Massenkonsum.“

## Fahrstuhleffekt und Individualisierung
Der Begriff des „Fahrstuhl-Effekts“ kann jedoch nur im Kontext der beckschen Individualisierungstheorie verstanden werden.
Die Pointe der beckschen Argumentation ist nämlich, dass eben genau dadurch, dass die Klassengesellschaft „eine Etage höher gefahren wird“, ein Prozess der Individualisierung einsetzt, der die klassischen Ungleichheitsstrukturen in Frage stellt: Die Anhebung des allgemeinen Lebensstandards habe nämlich, auch wenn alle eben gleich viele Stockwerke höher gefahren werden, nicht für alle dieselbe Bedeutung: Während dies für einige Bevölkerungsteile nämlich den erstmaligen Kontakt zu ‚höherer Bildung‘ und Massenkonsumgütern wie Autos, Wohnungseigentum usw. ermöglicht, bedeutet für andere dieser Zuwachs nur ein ‚Mehr desselben‘ – also Zweitwohnung, Zweitwagen etc. Wohlstandsexplosion, zunehmende Mobilitätschancen auf einem sich differenzierenden Arbeitsmarkt und Bildungsexpansion führen, so die becksche Individualisierungsthese, insgesamt zu einer Freisetzung aus traditionellen Bindungen. Die sozialstaatliche Absicherung, der wachsende allgemeine Wohlstand und zunehmende berufliche Differenzierungen untergraben Klassensolidaritäten. Die Expansion der Frauenerwerbsarbeit sowie der Zugang von Frauen zu erweiterter Bildung und eigenem Geld irritieren die Machtverhältnisse zwischen den Geschlechtern. So entstehen neue und veränderte Ungleichheitslagen, die sich nicht mehr mit Klassen- oder Schichtmodellen beschreiben lassen. 
Die komplexen Wirkungen der Individualisierung können und sollen hier nicht beschrieben werden. Es soll lediglich angedeutet werden, dass der Fahrstuhleffekt eben weder die Konstanz der sozialen Ungleichheiten in Form von Klassen und Schichten behauptet noch das Verschwinden oder eine Abschwächung der gesellschaftlichen Ungleichheiten. Dass eine Fahrt mit dem Fahrstuhl durchaus auch zur Verschärfung von Ungleichheiten oder zumindest zu einer Verschärfung der Verteilungskämpfe führen kann, lässt sich exemplarisch auch an den Folgen der Bildungsexpansion zeigen. Diese führt nämlich zu der Paradoxie einer gleichzeitigen Auf- und Abwertung von Bildungsabschlüssen: Einerseits werden diese für den Einstieg in eine Berufslaufbahn immer wichtiger, andererseits werden diese auch durch das marktwirtschaftliche Prinzip von Angebot und Nachfrage dadurch zunehmend entwertet, dass immer mehr Menschen Zugang zu diesen haben. Bildung ist so immer mehr notwendige Voraussetzung, um überhaupt an der Verteilung von Arbeitsplätzen teilzunehmen, garantiert jedoch immer weniger dabei auch erfolgreich zu sein. Dies führt z. B. dazu, dass Bevölkerungsgruppen mit vergleichsweise niedrigen Abschlüssen (trotz eines Bildungszuwachses) dauerhaft vom gesellschaftlichen Wohlstand ausgeschlossen sind.

## Paternostereffekt

Animation der Kreisbewegung eines Paternosterfahrstuhls

Der Ausdruck Paternostereffekt wurde zunächst, allerdings nur selten, synonym zu Fahrstuhleffekt verwendet. Ende der Neunzigerjahre prägte der Sozialwissenschaftler Christoph Butterwegge eine Bedeutungsverschiebung im Kontext der Veränderungen in der sozialen Dynamik infolge der „regressiven Modernisierung“ bzw. „Amerikanisierung“ des deutschen Sozialstaates. Seither sehe man anstelle eines Fahrstuhleffekts einen Paternostereffekt, bei dem es in demselben Maße, wie die einen nach oben gelangen, für die anderen nach unten geht.